# Edward Albert
Edward Albert (de nom Edward Laurence Heimberger, Los Angeles, 20 de febrer de 1951 − Malibú, 22 de setembre de 2006) va ser un actor estatunidenc.

## Biografia
Era fill d'Eddie Albert, que va treballar en pel·lícules de Robert Aldrich (Attack, La ciutat de tots els perills). Va morir prematurament als 55 anys d'un càncer del pulmó, un any després de la mort del seu pare, mort als 98 anys.
És particularment conegut pel seu paper de Pine en De presidi a primera plana, de Stanley Kramer. Hi encarna un jove tecnòcrata que posa Gene Hackman nerviós.
Passava també per ser un excel·lent fotògraf.

## Filmografia
Filmografia:
- 1965: The Fool Killer: George Mellish
- 1972: Les papallones són lliures (Butterflies Are Free): Don Baker
- 1973: 40 Carats: Peter Latham
- 1976: La batalla de Midway: El tinent Tom Garth
- 1977: De presidi a primera plana: Ross Pine
- 1977: Un taxi malva: Jerry Keen
- 1978: L'imperi del Grec: Nico Tamasis
- 1978: El gran cop: Jeff Olafsen
- 1980: When Time Ran Out: Brian
- 1981: La galàxia del terror: Cabren
- 1982: La marca de la papallona (Butterfly): Wash Gillespie
- 1982: V com vengeance: Michael Rogan
- 1982: La casa del diable (The House Where Evil Dwells): Ted Fletcher
- 1984: Ellie: Tom
- 1986: Ostatge: Dallas (Getting Ev) de Dwight H. Little: 'Tag' Taggar
- 1987: Distortions: Jason Marks
- 1987: The Underachievers: Danny Warren
- 1988: Terminal Entry: El capità Danny Jackson
- 1989: Mind Games: Dana Lund
- 1989: Accidents: Eric Powers
- 1989: Wild Zone: El coronel Elias Lavara
- 1990: Massacre en l'ascensor: Kurt Williams
- 1992: Exiled in America: Filipe Soto
- 1994: Tess i el seu guardaespatlles (Guarding Tess): Barry Carlisle
- 1995: Sorceress: Howard Reynolds
- 1996: The Secret Agent Club: Max Simpson
- 1997: Modern Rhapsody: El coreògraf
- 2001: Ablaze: L'alcalde Phillips
- 2004: No Regrets: Alex Wheeler

## Premis i nominacions
Nominacions
- 1973: Globus d'Or al millor actor musical o còmic per Butterflies Are Free